# القابل (بعدان)

تعديل مصدري - تعديل

القابل محلة تابعة لقرية بيت البعدانى،عزلة القرية منزل سبأ في  بعدان إحدى مديريات محافظة إب في الجمهورية اليمنية، بلغ تعداد سكانها 110 حسب تعداد اليمن لعام 2004.